# Festival de Cine Global Dominicano
El Festival de Cine Global Dominicano (FCGSD) és un festival de cinema celebrat a de Santo Domingo (República Dominicana) des del 2006 per iniciativa de la Fundación Global Democracia y Desarrollo (FUNGLODE), en la que els habitants de la ciutat tenen l'oportunitat de veure grans pel·lícules i ser part dels debats, a través del cinema, sobre temes socials, polítics i econòmics. El seu director executiu és Omar de la Cruz. Les inauguracions es realitzen al Teatro Nacional Eduardo Brito.
El 2017 va rebre l'acreditació per part de la Federació Internacional d'Associacions de Productors Cinematogràfics (FIAPF), com a FESTIVAL COMPETITIU ESPECIALITZAT en Òperes Primes.

## Història
La primera edició va tenir lloc del 8 al 12 de novembre de 2006 a sales de Santo Domingo, Santiago de los Caballeros i Puerto Plata sota el lema "Temas Globales, Historias Personales", i s'hi van exhibir 16 pel·lícules destacades, entre elles Babel, Bamako, Bona nit i bona sort, Crónica de una fuga, An Inconvenient Truth, The Last King of Scotland, Tsotsi i Volver. La segona edició, que havia de tenir lloc el 7 de novembre de 2007, fou cancel·lada degut als estralls provocats per la turmenta tropical Noel. Finalment, va tenir lloc entre el 19 i el 23 de novembre de 2008, amb 26 pel·lícules exhibides a sales de Santo Domingo, Santiago, Puerto Plata, Higüey i Nagua amb més de 30.000 espectadors i 100 convidats.
La III edició va tenir lloc del 18 al 22 de novembre de 2009. Hi van participar 30 pel·lícules, es va retre homenatge a Omar Sharif i foren premiades La soga com a millor pel·lícula i P-Star Rising com a millor documental. La IV edició va tenir lloc del 16 al 22 de novembre de 2010 amb 50 pel·lícules i homenatges a Claudia Cardinale, Liza Minnelli i Raoul Peck, que hi van estar presents.
A la V edició (2011) es va celebrar a set seus, una d'elles a Haití, hi van participar 60 pel·lícules de 25 països i va comptar amb la presència dels actors Geraldine Chaplin, Danny Glover, Steven Bauer o Fernando Carrillo, i fou clausurada amb la projecció de Chico i Rita de Fernando Trueba i Xavier Mariscal. A la VI edició (2012) s'hi van projectar 70 pel·lícules en 10 dies, entre elles l'espanyola El Capitán Trueno y el Santo Grial, i a la VII edició (2013) s'hi van projectar The Grandmaster, de Wong Kar-wai; 42, de Brian Helgelan; El artista y la modelo, de Fernando Trueba; Jove i bonica, de François Ozon; i Las brujas de Zugarramurdi, d'Álex de la Iglesia.
El nombre de pel·lícules projectades va augmentar a 80 en la IX edició (2015) i a la X es va canviar la data de celebració al 25 de gener i 1 de febrer de 2017. A l'XI edició (2018) el nombre de pel·lícules projectades va arribar a les 113. A la XII edició (2019) el nombre de pel·lícules baixà novament a 80 i entre els convidats hi havia el jutge Baltasar Garzón i el director estatunidenc John Singleton. A l'edició 12+1 (2020) el país d'honor fou Espanya, raó per la qual es va cantar a la gala d'apertura la cançó A Galopar per Xiomara Fortuna. També es va exhibir la multipremiada Paràsits de Bong Joon-ho.
L'edició XIV se celebraria de forma presencial del 24 al 30 de gener de 2022. Es van projectar 97 pel·lícules, s'homenatjaria Sidney Poitier i entre el jurat hi hauria els directors Ciro Guerra i Francisco José Lombardi. L'edició XV (2023) fou inaugurada amb la projecció de Modelo 77 d'Alberto Rodríguez i clausurada amb el documental The Dominican Dream. A l'edició XVI (2024) es va homenatjar al cineasta i actor Pericles Mejía, i es va atorgar reconeixements a Kate del Castillo i Yaritza Aparicio.

## Premis
A l'edició del 2023 els premis atorgats foren:
- Opera Prima Documental "Fernando Báez"
- Opera Prima Ficció "Jimmy Sierra"
- Opera Prima Curtmetratges "Claudio Chea"
- Corto Global